# Edenton
La ville d’Edenton est le siège du comté de Chowan, situé en Caroline du Nord, dans la région des Inner Banks, aux États-Unis. Au cours des dernières années, elle est devenue une destination prisée du tourisme de mémoire et on y trouve de nombreux Bed and Breakfast. Sa population s’élevait à 5 004 habitants lors du recensement de 2010, estimée à 4 846 habitants en 2016. À noter qu’Edenton est la seule localité incorporée du comté.

## Histoire

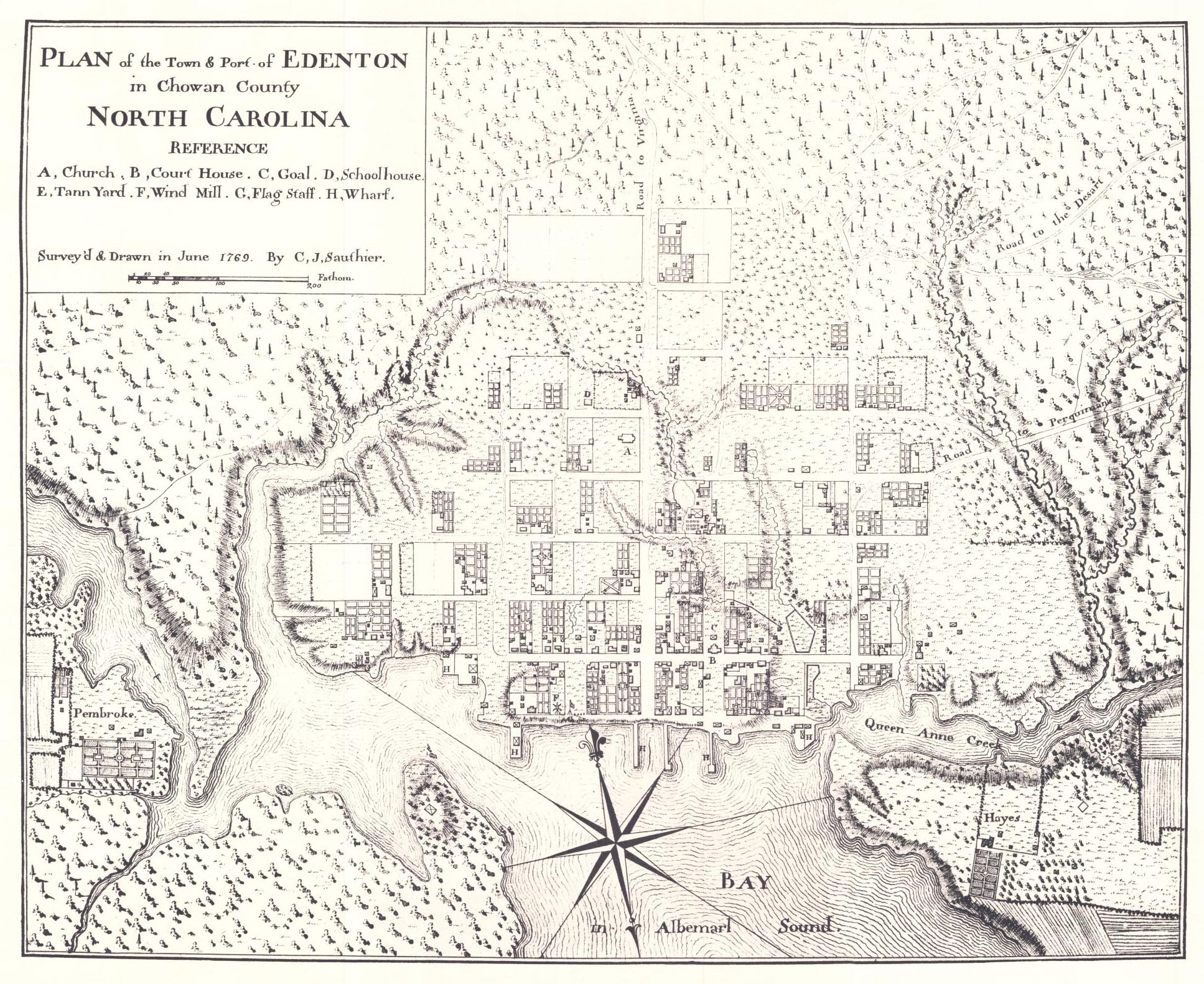
Plan de la ville en 1769

Edenton est incorporée en 1722, et ainsi nommée en mémoire du gouverneur Charles Eden qui meurt cette année-là. Un campement de colons y était déjà installé auparavant. Edenton est la capitale de la Caroline du Nord de 1722 à 1743, le gouverneur s'y installe et la population croît fortement.
En 1774, 51 femmes, menées par Penelope Barker, signent une pétition de protestation pour demander le boycott des produits anglais, notamment du thé. Cet événement est connu maintenant sous le nom de Edenton Tea Party. Il s'agit du premier acte politique féminin connu des colonies britanniques d'Amérique. Les journaux de Londres, choqués, relatent la scène en décrivant Penelope Barker comme une femme incontrôlable. Sa maison, Barker House, est aujourd'hui ouverte sept jours sur sept et est souvent considérée comme le « salon d'Edenton » (Edenton's living room).

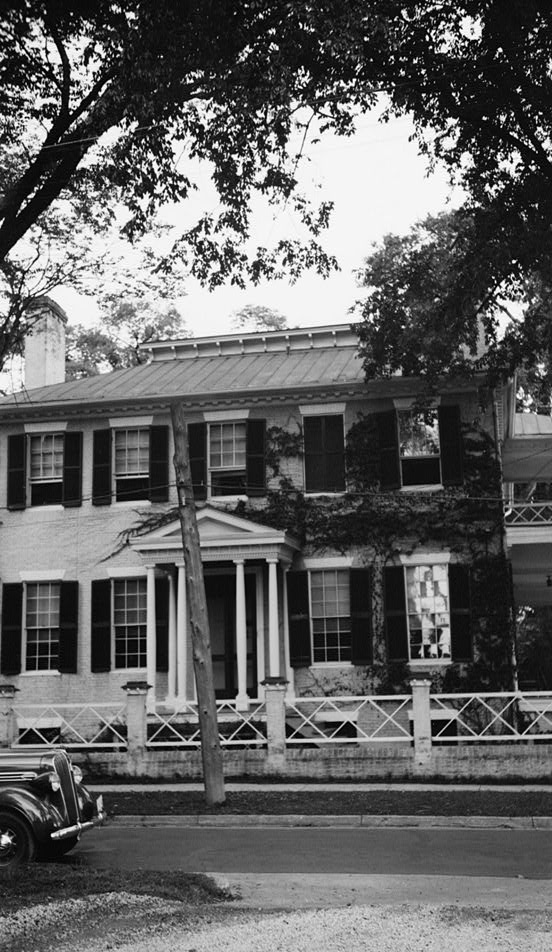
Beverley Hall en 1937

Joseph Hewes, un résident d'Edenton et propriétaire d'une flotte marchande est désigné premier secrétaire de la Marine nationale américaine après avoir été un des signataires de la déclaration d'Indépendance du 4 juillet 1776 en tant que représentant de la Caroline du Nord.
James Iredell, autre natif d'Edenton, devient à 38 ans le plus jeune membre de la Cour suprême des États-Unis, où il siège de 1790 à 1799. Il fut désigné par George Washington. Son fils, James Iredell, Jr. (en), est devenu gouverneur puis sénateur de la Caroline du Nord. Sa maison peut être visitée dans le centre historique.
Le juge James Wilson, un autre signataire de la déclaration et de la constitution est décédé à Edenton le 21 août 1798, à l'âge de 55 ans.
En 1862, durant la guerre de Sécession, l'artillerie de la baie d'Albemarle se constitue à Edenton sous les ordres de William Badham. Les armes à feu sont fabriquées à partir du bronze des cloches de la région. Connue sous le nom de la batterie d'Edenton (en), les quatre obusiers furent appelés Columbia ; St Paul ; Fannie Roulac et Edenton. Ils peuvent maintenant être vus dans le parc du bord de mer.
Dans la ville se trouve le phare de Roanoke River, un phare de 1886 qui est un modèle vissé sur son support pour pouvoir résister aux tempêtes. Ce phare est le dernier de ce type encore existant aux États-Unis. Il a fonctionné jusqu'en 1941. Le département de la culture de Caroline de Nord est engagé dans un programme de restauration du phare pour l'ouvrir au public.
Edenton possède de nombreuses maisons historiques et des bâtiments publics d'époque, comme la Chowan County Courthouse. La ville est inscrite au registre des sites historiques nationaux (National Historic Landmark) en 1970. Le tribunal du comté, toujours en activité aujourd'hui, est ajouté à la liste des monuments historiques en 1976.

## Géographie
Edenton est située sur la rive gauche de l'estuaire de la Chowan, à l'entrée de la baie d'Albemarle. D'après le bureau du recensement des États-Unis, sa superficie est de 13 km2, dont 3,47 % de surface aquatique.

## Démographie
| Groupe            | Edenton | Caroline du Nord | États-Unis |
| ----------------- | ------- | ---------------- | ---------- |
| Afro-Américains   | 54,8    | 21,5             | 12,6       |
| Blancs            | 40,8    | 68,5             | 72,4       |
| Autres            | 2,4     | 4,4              | 6,4        |
| Métis             | 1,3     | 2,2              | 2,9        |
| Asiatiques        | 0,5     | 2,2              | 4,8        |
| Amérindiens       | 0,1     | 1,3              | 0,9        |
| Total             | 100     | 100              | 100        |
|                   |         |                  |            |
| Latino-Américains | 3,4     | 8,4              | 16,7       |

| 1790  | 1850  | 1860  | 1870  | 1880  | 1890  |
| ----- | ----- | ----- | ----- | ----- | ----- |
| 1 575 | 1 607 | 1 504 | 1 243 | 1 382 | 2 205 |

| 1900  | 1910  | 1920  | 1930  | 1940  | 1950  |
| ----- | ----- | ----- | ----- | ----- | ----- |
| 3 046 | 2 789 | 2 777 | 3 563 | 3 835 | 4 468 |

| 1960  | 1970  | 1980  | 1990  | 2000  | 2010  |
| ----- | ----- | ----- | ----- | ----- | ----- |
| 4 458 | 4 956 | 5 357 | 5 268 | 5 394 | 5 004 |

Selon l'American Community Survey, pour la période 2011-2015, 98,22 % de la population âgée de plus de 5 ans déclare parler anglais à la maison alors que 0,59 % déclare parler le français, 0,48 % l'espagnol, 0,46 % l'arabe et 0,24 % une autre langue.
Le revenu moyen par habitant y est inférieur à la moyenne de l'État, avec plus de 20 % de la population située sous le seuil de pauvreté pour la période allant de 2006 à 2010.

## Culture
Située dans le nord-est de l'État, Edenton est une petite ville unique par son architecture du XVIIIe au XXe siècle et par l'histoire qui s'y associe. Elle a joué un rôle clé dans le développement des colonies, de l'État et de la nation. On remarque particulièrement la « Cupola House » (1758), le « Chowan County Courthouse » (1767) et la « Barker House », devenue un musée.

## Sports
Le plus important club de la ville est le Edenton Steamers (en) qui joue dans la Coastal Plain League (en) de baseball. Les matchs se déroulent au Historic Hicks Field (en).

## Personnalités liées à la ville
- Joseph Hewes (1730-1779), représentant de la Caroline du Nord lors de la déclaration d'Indépendance
- Samuel Johnston (1733-1816), révolutionnaire et premier sénateur de l'état.
- James Iredell (1751-1799), membre de la cour suprême.
- Penelope Barker (1728-1796), femme politique indépendantiste.
- William Allen (1803-1879), né dans la ville et futur gouverneur de l'Ohio[9].
- Harriet Jacobs (1813-1897), abolitionniste et écrivain, née dans la ville.

## Source
- (en) Cet article est partiellement ou en totalité issu de l’article de Wikipédia en anglais intitulé « Edenton, North Carolina » (voir la liste des auteurs).

1. ↑  (en) Jane Colihan, At Home in Edenton, vol. 55, American Heritage, mars 2004 (lire en ligne)
2. ↑  (en) Milton Ready, The Tar Heel State : A History of North Carolina, Columbia (S.C.), University of South Carolina Press, 2005, 404 p. (ISBN 1-57003-591-1, lire en ligne), p. 51
3. ↑  (en) Edenton Bell Battery, comité historique d'Edenton.
4. ↑  (en) « Edenton, LA Population - Census 2010 and 2000 », sur censusviewer.com.
5. ↑  (en) « Population of North Carolina - Census 2010 and 2000 », sur censusviewer.com.
6. ↑  (en) « Statistiques des États-Unis - Caroline du Nord - Profils des communautés de 2010 » (consulté en novembre 2020)
7. ↑  (en) « Language spoken at home by ability to speak English for the population 5 years and over », sur factfinder.census.gov.
8. ↑  Extraits des données du Bureau du recensement américain
9. ↑  (en) Who Was Who in America : Historical Volume, 1607-1896, Marquis Who's Who, 1967